# Chlamydomonas monoica
Chlamydomonas monoica là một loài tảo trong họ Chlamydomonadaceae, thuộc chi Chlamydomonas.